# Пувама
Пувама (ерз. пувама, мокш. фам, уфам, ufam, або palama) — один з видів волинки з мордовців Мордовії, у східній частині Східно-Європейської рівнини Росії.

## Різновиди

### Пувама
Цей різновид волинки звичайно виготовлялася зі свинячого, коров'ячого або бичачого міхура. У Мордовії навіть існував звичай, за яким жителі сіл віддавали музикантам міхурі жертовних тварин на виготовлення музичних інструментів. Виготовляючи волинку, в резервуар з міхура вставляли дві очеретяні трубки з трьома голосовими отворами на кожній.
Важливо відзначити, що у пувами нема трубки для вдування повітря, тому музиканту необхідно виймати ігрові трубки, щоб надути міхур. Грати на інструменті можна до тих пір, поки не скінчиться запас повітря в міхурі, після чого міхур необхідно надути знову. Часто музиканти на волинці грали попарно - один музикант грав мелодію, а інший у цей час надував резервуар.

### Уфам
Цей різновид волинки мав повітряний резервуар, зроблений з телячої шкіри, трубки для вдування повітря і трьох голосових трубок. Перша голосова трубка - Бурдон, без отворів, звичайно робилася з липи або берези, обидві інші трубки вважалися ігровими, в них було по три голосових отвори. На одній з ігрових трубок виконувалася мелодія, друга трубка видавала бурдонний звук, висоту якого можна було міняти протягом всієї гри. Іноді ці ігрові трубки робилися знімними, щоб їх можна було використовувати окремо від волинки як окремі музичні інструменти.